# Laryssa Kruschelnyzka
Laryssa Iwaniwna Kruschelnyzka (ukrainisch Лариса Іванівна Крушельницька; wiss. Transliteration Larysa Ivanivna Krušel’nyc’ka; * 5. April 1928 in Stryj, Polen; † 12. November 2017 in Lwiw, Ukraine) war eine ukrainische Prähistorikerin und Bibliothekarin.

## Biographie
Laryssa Kruschelnyzka wurde als Tochter des Dichters und Kunsthistorikers Iwan Kruschelnyzkyj und seiner Ehefrau Halyna, geb. Lewytzka, einer Pianistin und späteren Musik-Professorin in der damals zur 2. Polnischen Republik gehörenden mittleren Kleinstadt Stryj geboren. Sie stammt damit mütterlicher- wie väterlicherseits von alten ukrainisch-galizischen Aristokratenfamilien ab. Eine weitläufige Verwandte war die seinerzeit in ganz Europa berühmte Opernsängerin Solomija Kruschelnyzka.
Die Familie lebte ab 1930, als die Mutter Musikprofessorin wurde, in Lemberg. 1932 zogen zunächst der Vater mit seiner Schwester, später der Großvater Antin, ein berühmter Schriftsteller und zeitweiliger Bildungsminister der Ukrainischen Volksrepublik, und der Rest der Familie Kruschelnyzkyj in die damalige Hauptstadt der Sowjetukraine Charkow, wo befreundete Schriftsteller und Künstler lebten. Gegen die Erwartungen wurden der Vater in Kiew 1934 und die weiteren Familienangehörigen im Verlauf der Jahre 1935 bis 1937 im Zuge des Großen Terrors als Regimegegner und Bourgeois ermordet. So teilten sie das Geschick der Charkiwer modernen avantgardistischen Künstlerszene, die fortan „Erschossene Wiedergeburt“ hieß. Die krankheitsbedingt und wegen Konzertverpflichtungen in Lemberg gebliebene Mutter setzte nach der Kunde von der Familientragödie, in deren Verlauf die Kruschelnzykyjs vor ihrer Ermordung bis nach Solowki und in den GULAG von Sandormoch in Karelien verbracht wurden, alles daran, ihre Tochter nach Lemberg zurückzuholen, was ihr unter anderem mit Hilfe der Vorsitzenden des sowjetischen Roten Kreuzes und ersten Gattin Maxim Gorkis Jekateryna Peschkowa und der Witwe Marschall Piłsudskis Alexandra schließlich Ende 1937 glückte. 1939/40 erlebten Mutter und Tochter infolge des Hitler-Stalin-Paktes zuerst in Lemberg die Ankunft der Sowjetmacht, die sie aber unbeschadet überstanden. Im Sommer 1941 folgte der sowjetischen die deutsche Okkupation. In diesen Jahren besuchte Laryssa Kruschelnyzka 1941 bis 1942 das 1. ukrainische Gymnasium, 1942 bis 1943 die Kunstgewerbeschule. Halyna Kruschelnyzka wurde bald von der Gestapo bedrängt, so zogen im November 1943 Mutter und Tochter beruflichen Kontakten folgend zunächst nach Wien und von dort alsbald in das kunstsinnig-liberale Stuttgart. An der Kunstakademie studierte Laryssa Kruschelnyzka als Gaststudentin Theaterdekoration und lernte die lokale Welt der Kunst- und Musikliebhaber – Familie Honer, Gerd Richter, Felix Czoßek – kennen. Begleitet von einem Hund versorgte die Jugendliche eine Zeit lang eine versteckt lebende jüdische Rechtsanwaltsfamilie. Einige Monate später war die Jugendliche Zwangsarbeiterin bei den kriegswichtigen Aluminium-Walzwerken Singen in Singen (Hohentwiel). Wach und schon damals ironisch beobachtete die Jugendliche die nationalsozialistische Ideologie und Diktatur: Die italienischen Soldaten in Lemberg sahen wie auch die Wiener wenig arisch aus, das Hitlerporträt hing bei den Stuttgarter Gasteltern auf dem Klo. Im Sommer 1945 kehrten Mutter und Tochter aus dem kriegszerstörten Stuttgart zurück zur Großmutter nach Lemberg, das nun Teil der Ukrainischen Sowjetrepublik geworden war. 
Nach einer Jugend, in der alle zwei Jahre einschneidende biographische Wenden erfolgten, gebar sie im April 1946 ihre Tochter und nahm die Tätigkeit als Restauratorin auf, zunächst im Museum für ukrainische Kunst, von 1947 bis 1991 in der archäologischen Abteilung des Instituts für Sozialwissenschaften (heute Krypjekewytsch-Institut). Die lungenkranke Mutter starb 1949. Nachdem sie schließlich ihren Schulabschluss nachgeholt hatte, begann sie wegen ihrer Berufstätigkeit und als alleinerziehende Mutter ein externes Fernstudium an der historischen Fakultät der Universität Lemberg, das sie 1960 abschloss. 1974 promovierte sie mit der Arbeit „Die Stämme des oberen Dnisterlaufes und Westwolhyniens in der frühen Eisenzeit“, 1991 wurde sie mit der Studie „Das nordöstliche Karpatenland in der Epoche der späten Bronze- und frühen Eisenzeit“ habilitiert. 1989 beteiligte sie sich an der Wiederbelebung der wissenschaftlichen Schewtschenko-Gesellschaft in der Ukraine, deren Mitglied und Leiterin der archäologischen Kommission sie 1992 wurde. Im Oktober 1991 wurde ihr die Bibliotheksleitung der Lemberger nationalen Stefanyk-Bibliothek anvertraut. Mit dem Eintritt in den Ruhestand 2003 wurde sie 2003 zu deren Ehrendirektorin ernannt und wurde außerdem bereits 1999 Professorin an der Universität Lemberg. Am 12. November 2017 verstarb Laryssa Kruschelnyzka 89-jährig in Lwiw. Ihr Grab befindet sich auf dem Lytschakiwski-Friedhof.

## Werk
Verdient gemacht hat sich Laryssa Kruschelnyzka einerseits bei ihren archäologischen Forschungen, andererseits durch ihr Wirken als Bibliotheks-Direktorin.
Als Archäologin hat sie sich in 50 Ausgrabungskampagnen der Bronze- und frühen Eisenzeit des Vorkarpatenlandes und Wolhyniens gewidmet. Ab den 1960er Jahren hat sie hierzu veröffentlicht, nach der Selbständigkeit der Ukraine auch in deutscher Sprache. Ihr leitendes Forschungsinteresse war es, auf die unbekannten und unerforschten Spuren früher Hochkulturen von Kelten und anderen vor allem auf dem Gebiet der heutigen West-Ukraine lebender Stämme aufmerksam zu machen.
Als Direktorin der nationalen Stefanyk-Bibliothek in Lemberg bestand ihre Aufgabe darin, die lange vernachlässigte zweitgrößte Bibliothek der Ukraine an moderne Bibliothekswissenschaft und Arbeitsbedingungen aufschließen zu lassen. Durch ihren Einsatz gelang ihr dies gemeinsam mit ihrem Arbeitsstab: Das Gebäude wurde restauriert, ein Forschungszentrum Periodika und deutsche und österreichische Lesesäle wurden eingerichtet, die Periodika erhielten ein eigenes Gebäude, Computer und ein elektronischer Katalog hielten Einzug. Berufliche Reisen führten sie nun nach Westeuropa und rund um die Welt bis in die USA und nach Indien.
Ihre Lebenswege hat Kruschelnyzka in ihrer mehrfach ausgezeichneten Autobiographie „Sie fällten den Wald...“ und weiteren Büchern beschrieben, die teilweise Schulliteratur wurden. Den vielen ihr stets treuen Tieren hat sie 2008 ein erinnerndes Jugendbuch gewidmet.

## Mitgliedschaften
- Wissenschaftliche Schewtschenko-Gesellschaft (ab 1992)
- UNESCO-Club Lwiw
- L’vivs’ka besida

## Ehrungen
- Ehrendirektorin der Stefanyk-Bibliothek (2003)
- Orden der Prinzessin Olga III. und II. Stufe, 2008 und 2011.
- St. Georgs-Ehrenkreuz der Stadt Lwiw, 2013.

## Veröffentlichungen (Auswahl)

### Selbständige Veröffentlichungen
- (Das nördliche Vorkarpatenland und Westwolhynien seit der frühen Eisenzeit) Північне Прикарпаття і Західна Волинь за доби раннього заліза. Kiew 1976.
- (Mitarbeit), (Archäologische Denkmäler des Vorkarpatenlandes und Wolhyniens aus der Bronze- und frühen Eisenzeit) Археологічні пам’ятки Прикарпаття і Волині доби бронзи і раннього заліза. Kiew 1982.
- (Die Verbindungen der Siedlungen des Vorkarpatenlandes und Wolhyniens mit den Stämmen Ost- und Zentraleuropas) Взаємозв’язки населення Прикарпаття і Волині з племенами Східної і Центральної Європи. Kiew 1985.
- (Mitarbeit), (Die älteste Besiedlung der Karpatenregion. Ukrainische Karpaten. Geschichte) Древнейшее население Карпатского региона. Украинские Карпаты. История. Kiew 1989.
- (Mitarbeit), (Archäologie der Vorkarpaten, Wolhyniens und Karpaten) Археология Прикарпатья, Волыни и Закарпатья. Kiew 1990.
- (Mitarbeit), (Denkmäler der Hallstattzeit im Umkreis der Weichsel, des Dnister und des Prypjat) Пам’ятки гальштатського періоду в межиріччі Вісли, Дністра і Прип’яті. Kiew 1993.
- (Schwarzwaldkultur des mittleren Dnistergebiets) Чорноліська культура Середнього Придністров’я. Lwiw 1998.
- (Die Noua-Kultur auf den Gebieten der Ukraine) Культура Ноа на землях України. Lwiw 2006.
- (mit M. Bandrivs’kyj), (Die Goldschätze aus Mychalkiw und ihr Geschick) Золоті Михалківські скарби та їх доля. Lwiw 2012.

- (Sie fällten den Wald … Erinnerungen einer Galizierin) Рубали ліс …: Спогади галичанки. Lwiw 2001. Erg. Neuauflagen Lwiw 2008 und 2018, online (Auszug). (aufgerufen am 5. Juni 2017)
- (Tierchen in meinem Leben) Звірятка в моєму житті. Astroljabija, Lwiw 2009. Charkiw 2014 (Erzählungen), online (Auszug). (aufgerufen am 5. Juni 2017)
- (Von heute bis morgen) Від сьогодні до завтра. Astroljabija, Lwiw 2012.

### Herausgeberschaften
In ihrer Funktion als Bibliotheksdirektorin war Laryssa Kruschelnyzka Herausgeberin einer Reihe wichtiger Bibliographischer Bände (Repertuar ukr. knyhy, 1798-1916, 9 Bde. u. a.). Ebenso gab sie 3 Bände der Abhandlungen der Schewtschenko-Gesellschaft mit heraus (2002, 2004 und 2007).
- (Mitherausgeberin), L’vivs’ka naukova biblioteka im. V. Stefanyka NAN Ukraïny: dokumenty, fakty, komentari. Lwiw 1996.
- (Mitherausgeberin), (Der Briefnachlaß von Jaroslaw Paternak) Епістолярна спадщина Ярослава Пастернака. Lwiw 2013.

### Aufsätze
- Sie fällten den Wald, in: Alois Woldan (Hrsg.), Europa erlesen. Lemberg. Klagenfurt 2008, 223–228.
- Die Noua-Kultur auf dem Gebiet der Ukraine, in: Bernhard Hänsel u. a. (Hrsg.), Das Karpaten-Becken und die osteuropäische Steppe: Nomadenbewegungen und Kulturaustausch in den vorchristlichen Metallzeiten (4000 – 500 v. Chr.). Rahden / Westfalen 1998, 313–316.
- Stand und Aufgaben der Urnenfelderforschung am Ostgang der Karpaten, in: Monika zu Erbach u. a., Beiträge zur Urnenfelderzeit nördlich und südlich der Alpen: Ergebnisse eines Kolloquiums / Römisch-Germanisches Zentralmuseum, Forschungsinstitut für Vor- und Frühgeschichte. Bonn 1995 (Römisch-Germanisches Zentralmuseum: Monographie; Bd. 35) 399–412.
- Zur Frage der Entstehung der Vysocko-Kultur, in: Evžen Plesl (Hrsg.), Die Urnenfelderkulturen Mitteleuropas. Prag 1987, 97–104.

- (Ein Herd aus der Vorzeit. Aus den Aufzeichnungen einer Archäologin) Вогнище з первовіку. Із записок археолога. 1985.
- (Das Testament Peters des I.) Заповіт Петра І. 1994.
- (Die Verbrechen von Sandormoch pochen an mein Herz) Злочини Сандормоху стукають у моє серце. 1997.

## Festschrift
- Zbirnyk prac’ i materialiv na pošanu Larysy Ivanivny Krušel’nyc’koï (Збірник праць і матеріалів на пошану Лариси Іванівни Крушельницької). Lwiw 1998.

## Bibliographie
- L. S. Zajac’ (Bearb.), Larysa Krušel’nyc’ka. Biobliohrafičnyj pokažčyk (Лариса Крушельницька. Бібліографічний покажчик). Lwiw 1998. Zweite Neuausgabe von Sofija N. Kohut (Bearb.), Lwiw 2008.